# ویلاهرموسا (تولیما)
ویلاهرموسا (انگلیسی: Villahermosa, Tolima) نام شهری در کشور کلمبیا است.